# Wilhelm Kühne
Wilhelm Friedrich (eller Willy) Kühne, född 28 mars 1837 i Hamburg, död 10 juni 1900 i Heidelberg, var en tysk fysiolog.
Kühne blev 1856 filosofie doktor samt professor i fysiologi 1868 i Amsterdam och 1871 i Heidelberg. Han var en av sin tids mest betydande fysiologer och ägnade sig med framgång även åt den mikroskopiska anatomin. Hans Untersuchungen über das Protoplasma und die Kontraktilität (1864) hade grundläggande betydelse för den allmänna biologin. Genom sina undersökningar över proteinernas digestionsprodukter gjorde han viktiga inlägg i avseende på kännedomen om dessa ämnens byggnad.
Av kanske ännu större betydelse var hans omfattande studier över synpurpurn och dess förvandlingsprodukter, vilka till stor del fyller de av honom utgivna "Untersuchungen aus dem physiologischen Institute zu Heidelberg" (fyra band, 1877–1882). Vidare bör nämnas hans på sin tid högt skattade Lehrbuch der physiologischen Chemie (1866–1868). Han blev 1892 ledamot av Vetenskapssocieteten i Uppsala och 1898 av Vetenskapsakademien i Stockholm.